# Sosa, Mexiko
Sosa är en ort i Mexiko.   Den ligger i kommunen Chignautla och delstaten Puebla, i den sydöstra delen av landet, 190 km öster om huvudstaden Mexico City. Sosa ligger 2 162 meter över havet och antalet invånare är 3 530.
Terrängen runt Sosa är huvudsakligen kuperad, men norrut är den bergig. Runt Sosa är det ganska tätbefolkat, med 179 invånare per kvadratkilometer. Närmaste större samhälle är Teziutlan, 4,2 km öster om Sosa. I omgivningarna runt Sosa växer huvudsakligen savannskog.